# Rosny-Bois-Perrier (metrostation)
Rosny-Bois-Perrier is een metrostation van de Metro van Parijs langs metrolijn 11 in de gemeente Rosny-sous-Bois.
Het is het 314e station van de Parijse metro. Het werd geopend op 13 juni 2024 en werd bij opening het nieuwe oostelijke eindpunt van de lijn en het meest oostelijk gelegen station van het hele grootstedelijk netwerk van Parijs.
Het metrostation ligt ondergronds en ligt parallel aan de RER E-sporen, onder de Rue Léon-Blum en gedeeltelijk onder het terrein van het winkelcentrum Westfield Rosny 2. Het station heeft twee zijperrons, gescheiden door de metrosporen en is een eindstation, de treinstellen kunnen wel doorrijden naar de onderhoudswerkplaatsen van Rosny-sous-Bois.

## Intermodaliteit
Het station biedt overstapmogelijkheden op lijn E van de RER via het aangrenzende station Rosny-Bois-Perrier. Het wordt ook bediend door de lijnen 102, 121, 143, 145, 221, 245 en 346 van het RATP-busnetwerk en de N142 Noctilien-lijn, een nachtbus van Transilien.
Châtelet · 
Hôtel de Ville · 
Rambuteau · 
Arts et Métiers · 
République · 
Goncourt · 
Belleville · 
Pyrénées · 
Jourdain · 
Place des Fêtes · 
Télégraphe · 
Porte des Lilas · 
Mairie des Lilas
Serge Gainsbourg · 
Romainville - Carnot · 
Montreuil - Hôpital · 
La Dhuys · 
Coteaux Beauclair · 
Rosny-Bois-Perrier